# Sesje
Sesje (ang. The Sessions) – amerykański niezależny komediodramat z 2012 roku w reżyserii oraz według scenariusza Bena Lewina.  Zdjęcia kręcono w San Francisco.
Światowa premiera filmu nastąpiła 23 stycznia 2012 roku, podczas 27. Sundance Film Festival, na którym obraz otrzymał nagrodę publiczności. Następnie film został zaprezentowany m.in. na festiwalach filmowych w Toronto oraz San Sebastián. Polska premiera filmu miała miejsce 16 października 2012 w ramach 28. Międzynarodowego Festiwalu Filmowego w Warszawie.

## Fabuła
Sparaliżowany Mark, wyznaje swojemu spowiednikowi Ojcu Brendanowi chęć współżycia z kobietą. Postanawia wynająć w tym celu zawodową pracowniczkę seksualną. Fabuła została oparta na artykule z The Sun pt. "Spotkania z pracownicą seksualną" opublikowanym w maju 1990.

## Obsada
- John Hawkes jako Mark O’Brien
- Helen Hunt jako Cheryl Cohen Greene
- William H. Macy jako ojciec Brendan
- Moon Bloodgood jako Vera
- Annika Marks jako Amanda
- W. Earl Brown jako Rod
- Blake Lindsley jako Laura White
- Adam Arkin jako Josh
- Robin Weigert jako Susan
- Rusty Schwimmer jako Joan
- Rhea Perlman jako Mikvah Lady
- Jenni Baird jako pielęgniarka Ratchet

i inni

## Nagrody i nominacje
27. Sundance Film Festival
- nagroda: Nagroda Publiczności za film dramatyczny − Ben Lewin
- nagroda: Nagroda Specjalna Jury (dla najlepszej obsady) – William H. Macy, John Hawkes, Helen Hunt, Annika Marks i Moon Bloodgood
- nominacja: Wielka Nagroda Jury − Ben Lewin